# Thierry Amiel (album)
Pour le chanteur, voir Thierry Amiel.
Thierry Amiel est le titre du deuxième album du chanteur éponyme Thierry Amiel. Il est sorti le 20 novembre 2006 sur le label RCA.
L'album, certifié disque d'or le 30 novembre 2006, a atteint la 16e place des meilleures ventes d'album. Les titres extraits en simple sont Cœur sacré (novembre 2006), De là-haut (mai 2007), et L'amour en face (novembre 2007).

## Liste des chansons
1. Réveille-toi (Françoise Delpeyroux/Arnaud Van Petegem)
2. Un jour parfait (Axelle Renoir/Arnaud Van Petegem)
3. Cœur sacré (Daniel Darc/Arnaud Van Petegem)
4. De temps en temps (Françoise Delpeyroux-Axelle Renoir/Arnaud Van Petegem)
5. De là-haut (Françoise Delpeyroux/Arnaud Van Petegem)
6. L'amour en face (Laurent Lescarret/Benoît Poher)
7. C'est écrit (Eric Delannoy/Arnaud Van Petegem)
8. Qu'on en finisse (Axelle Renoir-Thierry Amiel/Jean-Pierre Pilot-Olivier Schultheis-Thierry Amiel)
9. L'essentiel (Françoise Delpeyroux/Arnaud Van Petegem)
10. Soleil blanc (Laurent Lescarret/Arnaud Van Petegem)
11. Prendre mon âme (Axelle Renoir-Thierry Amiel/Arnaud Van Petegem)
12. Suède (Thierry Amiel/Jean-Pierre Pilot-Thierry Amiel)